# 椋野駅

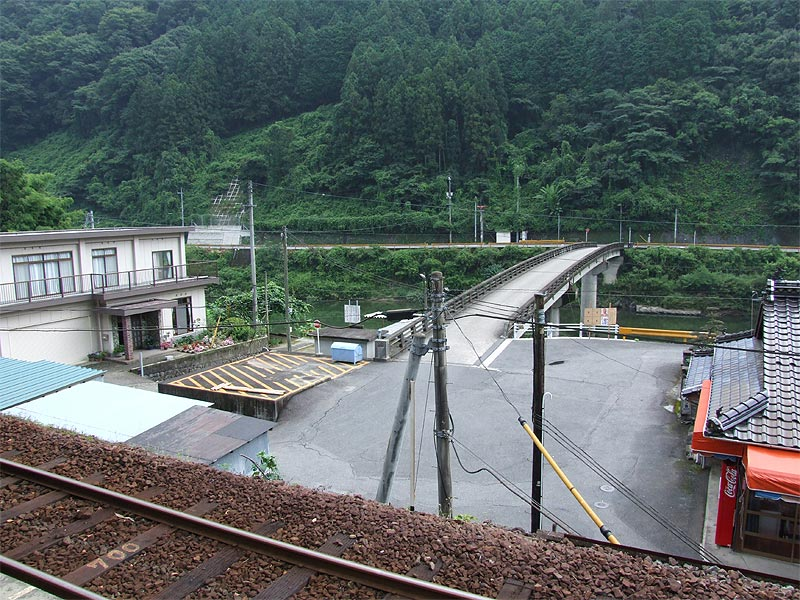
ホームより対岸方向

椋野駅（むくのえき）は、山口県岩国市美川町（みかわまち）南桑にある、錦川鉄道錦川清流線の駅である。

## 歴史
- 1960年（昭和35年）11月1日：日本国有鉄道（国鉄）岩日線の駅として開業[2]。気動車の旅客のみを取り扱う駅員無配置駅[4]。
- 1987年（昭和62年）
  - 4月1日：国鉄分割民営化により西日本旅客鉄道が承継[5]。
  - 7月25日：錦川鉄道に移管[5]。

## 駅構造
単式ホーム1面1線のみの地上駅（停留所）。ホームは錦町方に向かって左手（山側）に設置されている。
無人駅で駅舎は無く、ホーム上に屋根付きの待合スペースを備える。単式ホームの中程、待合スペースすぐ横に1ヶ所、出入口を備える。軌道面高さの関係から、ホームおよび駅前広場は駅前を通る道路より高い位置に造られている。
トイレ、売店（自動販売機含む）の類は備わっていないが、駅すぐ近くの、駅を出てから線路を潜ったすぐ先の右手に公衆電話と郵便ポストがある。

## 駅周辺
当駅のすぐ前を流れる錦川の対岸を国道187号線が通っており、当駅の近くに架かる椋野橋を渡ることでその国道に抜けることが出来る。
- 河内神社
- 観音茶屋 - 「日本一自販機コーナー」[10]

## バス路線
以下、全て岩国市生活交通バスによる運行《2017年12月時点》。何れも運行本数は少なく、かつ年末年始（12月31日から翌年1月2日）は全便運休となる。
「椋野駅前」バス停〔駅すぐ近くの線路下付近〕
伊田川・滝山・見錆線（福田医院前 - 見錆口 - 小郷橋 - 椋野駅前 - 上滝山上）《祝日除く火・金曜日のみ運行（1往復）》
「下椋野」バス停〔前出の椋野橋を渡りきった場所付近に位置〕
前出「椋野駅前」バス停発着路線に加え、以下2路線も発着する。
美川地域内路線〔小郷橋 - 下椋野 - 上柏川 - 渡里橋 - 柳瀬橋 - 錦町駅 - 錦中学校前〕《水曜運休》
小郷線（わかば台 - 上粕川 - 下椋野 - 小郷橋 - 鮎谷 - 美和苑前 - サンマート美和店）《2から4往復；日・祝日運休》

## 隣の駅
錦川鉄道
■錦川清流線
北河内駅 - 椋野駅 - 南桑駅